# Opera Pomorska w Toruniu
Opera Pomorska w Toruniu − nieistniejący polski teatr muzyczny założony w 1925 roku przez Karola Bendę, z siedzibą w Toruniu.
Operę Pomorską otwarto 5 października 1925 roku. Jej pomysłodawcą i realizatorem był Karol Benda. Spektaklem inauguracyjnym była premiera Halki. W pierwszym sezonie toruńska opera wystawiła 10 spektakli, były to m.in.: Straszny dwór, Carmen, Rigoletto, Faust i Aida. Kierownikiem artystycznym opery był Jerzy Bojanowski, muzyk i dyrygent opery poznańskiej. W 1927 roku, w wyniku braku subwencji ministerialnych, scena operowa w Toruniu została zlikwidowana.
Siedzibą Opery Pomorskiej był ówczesny Teatr Narodowy w Toruniu (obecnie Teatr im. Wilama Horzycy).